# Dīwāntrilogin
Dīwāntrilogin, även kallad akritcykeln, är en trilogi av Gunnar Ekelöf bestående av diktsviterna Dīwān över Fursten av Emgión (1965), Sagan om Fatumeh (1966) och Vägvisare till underjorden (1967). 
Verket är inspirerat av bysantinsk konst och historia efter en resa till Turkiet och Istanbul som Ekelöf gjorde våren 1965. Dīwān är det persiska ordet för diktsamling.

## Böckerna
Dīwān över Fursten av Emgión
huvudartikel: Dīwān över Fursten av Emgión
Skildrar en kurdisk furste under 1000-talet som blir tillfångatagen och torterad.
Sagan om Fatumeh
Har ett liknande tema om fångenskap och förnedring men handlar om en ung orientalisk kvinna.
Vägvisare till underjorden
Enligt Ekelöfs efterskrift "mittvalvet i ruinen Dīwān". Är en mer filosofisk bok som i huvudsak behandlar förhållandet mellan gott och ont. Den anknyter inte bara till de två första delarna av trilogin utan är också en sammanfattning av teman från Ekelöfs hela författarskap.  